# 皇家学会开放科学
皇家学会开放科学（Royal Society Open Science）是皇家学会自2014年9月起出版的同行評審开放获取科学期刊。該期刊的化学部分由英国皇家化学学会負責管理。 
发表在皇家学会开放科学上的文章定期被主流媒体报道，例如英國廣播公司新聞和獨立報。
该期刊的文章被也许多數據庫收錄，例如PubMed、PubMed Central、Scopus、开放存取期刊目录和天體物理數據系統。